# زویکو دیجیتال ئی‌دی ۱۲–۶۰میلی‌متر ۱: ۲٫۸–۴ اس‌دبلیودی
زویکو دیجیتال ئی‌دی ۱۲–۶۰میلی‌متر ۱:۲٫۸–۴ اس‌دبلیو‌دی (به انگلیسی: Zuiko Digital ED 12–60mm 1:2.8–4 SWD) نام لنز دوربین عکاسی از نوع زوم است که توسط شرکت المپوس تولید می‌شود. فاصلهٔ کانونی این لنز ۱۲ تا ۶۰ میلی‌متر و ضریب اف آن اف ۲٫۸ تا اف ۲۲ است. این لنز در ۲۰۰۳ میلادی تولید و عرضه شده‌است.